# Koeleria carolii
Koeleria carolii är en gräsart som beskrevs av Marie Louis Emberger. Koeleria carolii ingår i släktet tofsäxingar, och familjen gräs. Inga underarter finns listade i Catalogue of Life.